# Coregonus kiyi
Coregonus kiyi је зракоперка из реда Salmoniformes.

## Угроженост
Ова врста се сматра рањивом у погледу угрожености врсте од изумирања.

## Распрострањење
Врста је присутна у Канади и Сједињеним Америчким Државама.

## Станиште
Станиште врсте су слатководна подручја. 
Врста Coregonus kiyi је присутна на подручју Великих језера у Северној Америци.